# Пам'ятник Миколі Щорсу (Київ)
Пам'ятник Миколі Щорсу — колишній пам'ятник у Києві, встановлений 30 квітня 1954 року на перетині вулиці Комінтерну(нині вулиця Симона Петлюри) та бульвару Шевченка з нагоди 300-річчя Переяславської ради. Авторами монумента є скульптори Михайло Лисенко, Микола Суходолов, Василь Бородай та архітектори Олександр Власов і Олексій Заваров.
Єдиний кінний монумент у Києві, споруджений за радянських часів.
У 1954—1982 роках він фактично був неофіційним символом Києва.
Пам'ятник демонтовано 9 грудня 2023 року.

## Опис
Пам'ятник Миколі Щорсу являє собою кінну статую загальною висотою 13,8 метра. Статую виготовлено з бронзи та встановлено на постаменті з граніту висотою 6,5 метрів. Вгорі постамент прикрашений карнизом та фризом з барельєфами із зображеннями епізодів Радянсько-української війни.
Фігуру Щорса за проєктом було запропоновано зобразити з піднятою рукою, у якій би він тримав кашкет. Однак цю ідею розцінили як надто вульгарну, тому кашкет опинився в іншій руці
Колишній президент України Леонід Кравчук підтвердив, що він позував для пам'ятника у 20-річному віці.
Втім, один із авторів, скульптор Микола Суходолов (1920—2011), уточнив ще у 1998 році, що, можливо, Михайло Лисенко (1906—1972) запросив Леоніда Кравчука позувати для ескізу, у пробах, аж доки він не зустрів потрібну йому натуру — колегу, скульптора А. Божка.

## Історія
На місці пам'ятника Миколі Щорсу в 1872–1926 роках був пам'ятник Олексію Бобринському — будівничому залізниці в Києві. Ідея спорудження пам'ятника Щорсу в Києві виникла в 1936 році, ініціатором встановлення пам'ятника став Йосип Сталін, який видав відповідний наказ. Роботи зі встановлення монумента розпочалися 1940 року, однак через початок Другої світової війни проєкт не вдалося реалізувати.
По закінченню війни було затверджено пішу скульптуру полководця, яку планувалося встановити на площі Льва Толстого. У 1949 році пішу статую було вирішено замінити на кінну, яку було вирішено встановити на бульварі Тараса Шевченка.

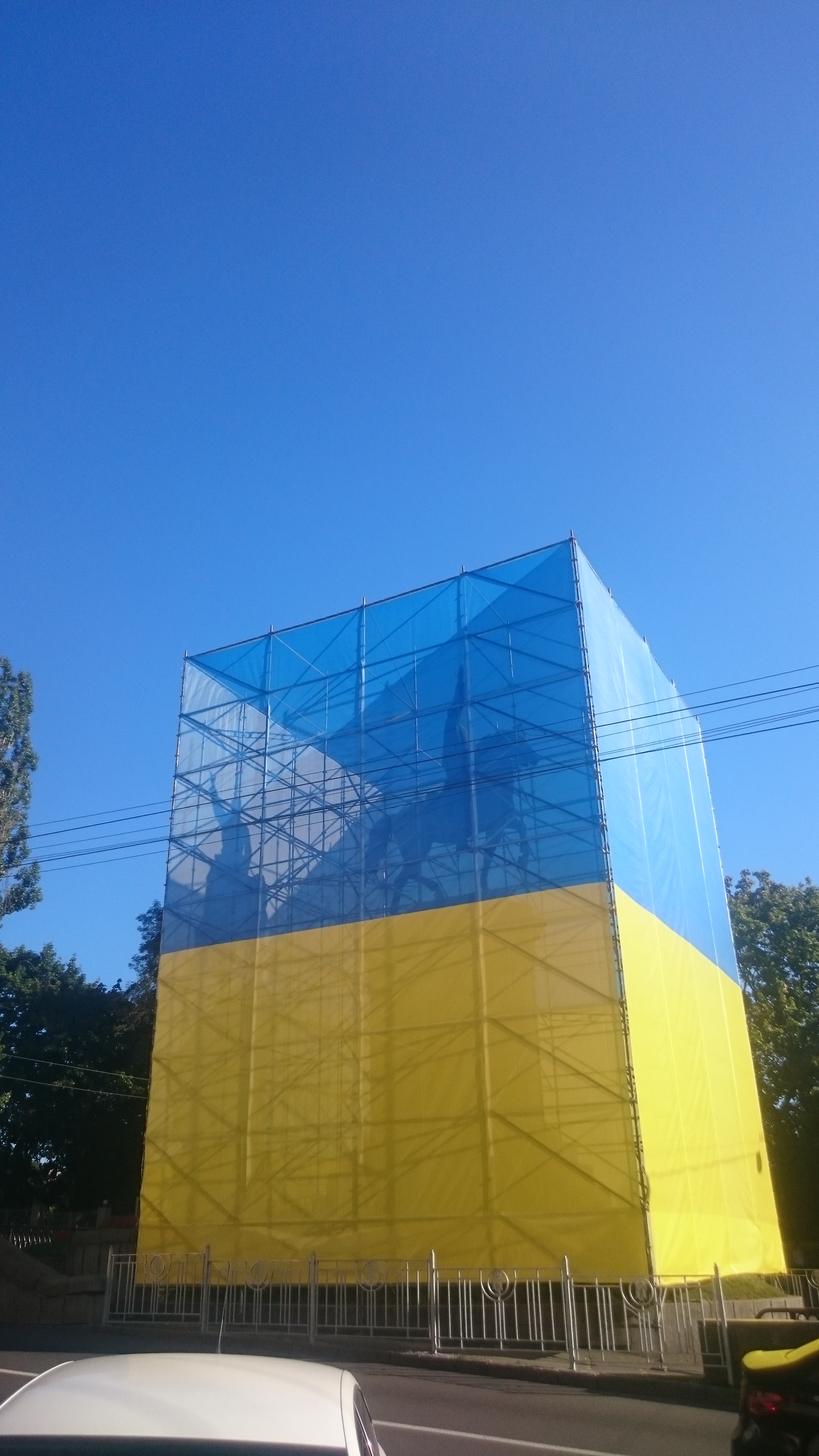
Пам'ятник Щорсу закритий конструкцією.

Після Революції гідності з'явилися плани влади з демонтажу пам'ятника в рамках декомунізації. Тривалий час пам'ятник було закрито тканинними щитами національних кольорів з усіх боків. == Демонтаж == 24 серпня 2016 року представники патріотичних організацій намагалися здійснити демонтаж пам'ятника. У березні 2017 невідомі пошкодили одну з ніг коня. 10 листопада 2023 року Кабінет Міністрів України ухвалив рішення про вилучення з Державного реєстру нерухомих пам'яток культурної спадщини національного значення пам'ятника Щорсу. 9 грудня 2023 грудня монумент було демонтовано, було залишено барельєфи на постаменті, що зображають діяльність Щорса, та містять радянську символіку. Скульптуру перенесли на зберігання до Державного музею авіації України.